# Zalesie (sielsowiet Mokre)
Zalesie (biał. Залессе; ros. Залесье) – wieś na Białorusi, w obwodzie brzeskim, w rejonie prużańskim, w sielsowiecie Mokre.
W dwudziestoleciu międzywojennym miejscowość nosiła nazwę Zalesie I. Leżała wówczas w Polsce, w województwie poleskim, w powiecie prużańskim.